# Zaraza ryżu

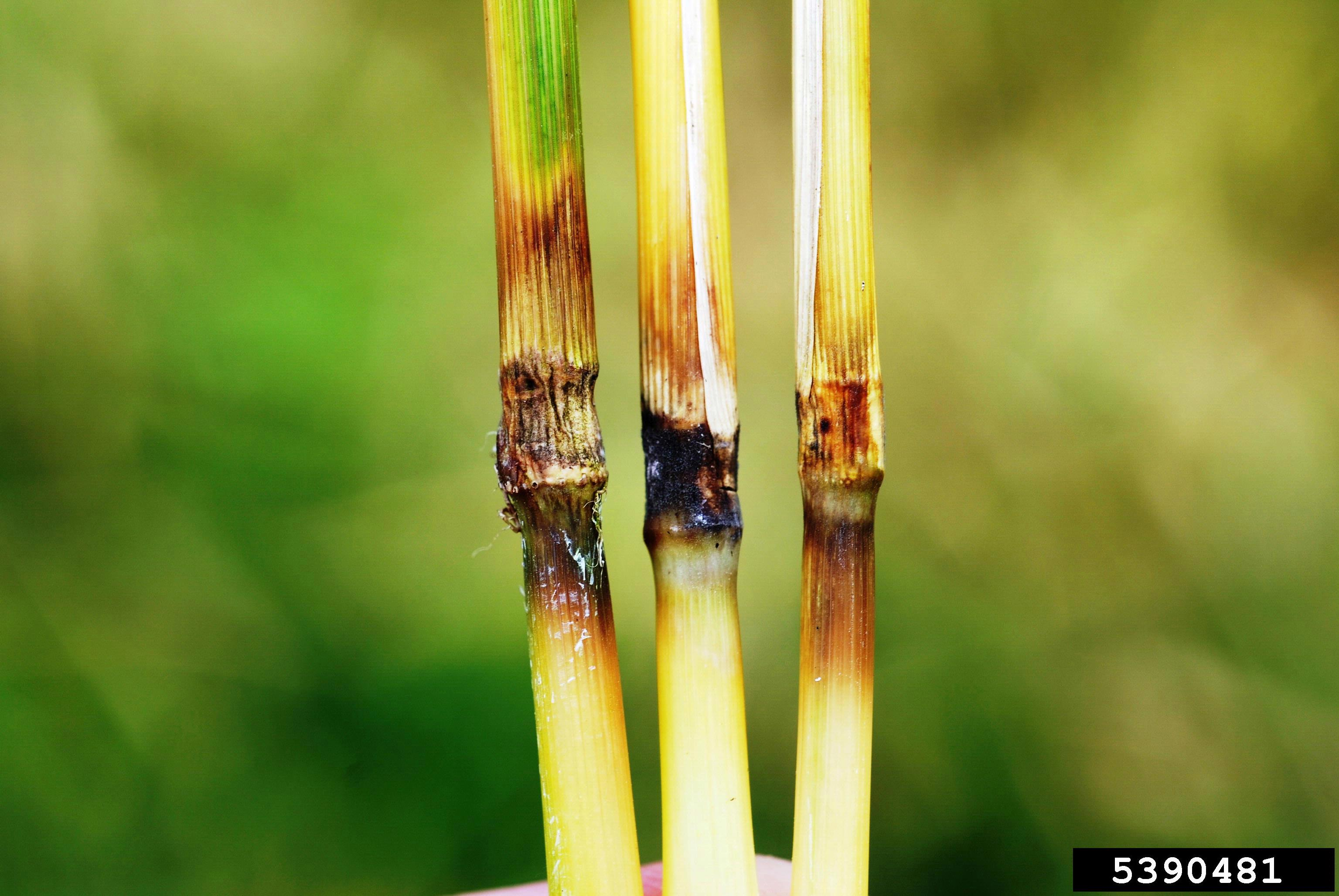
Objawy na pochwach liściowych

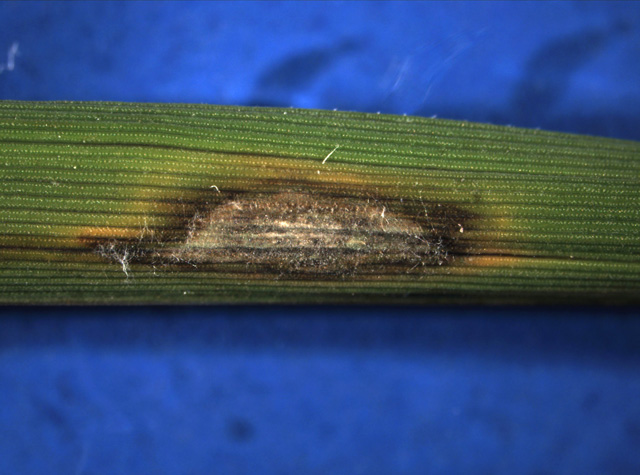
Objawy na liściu

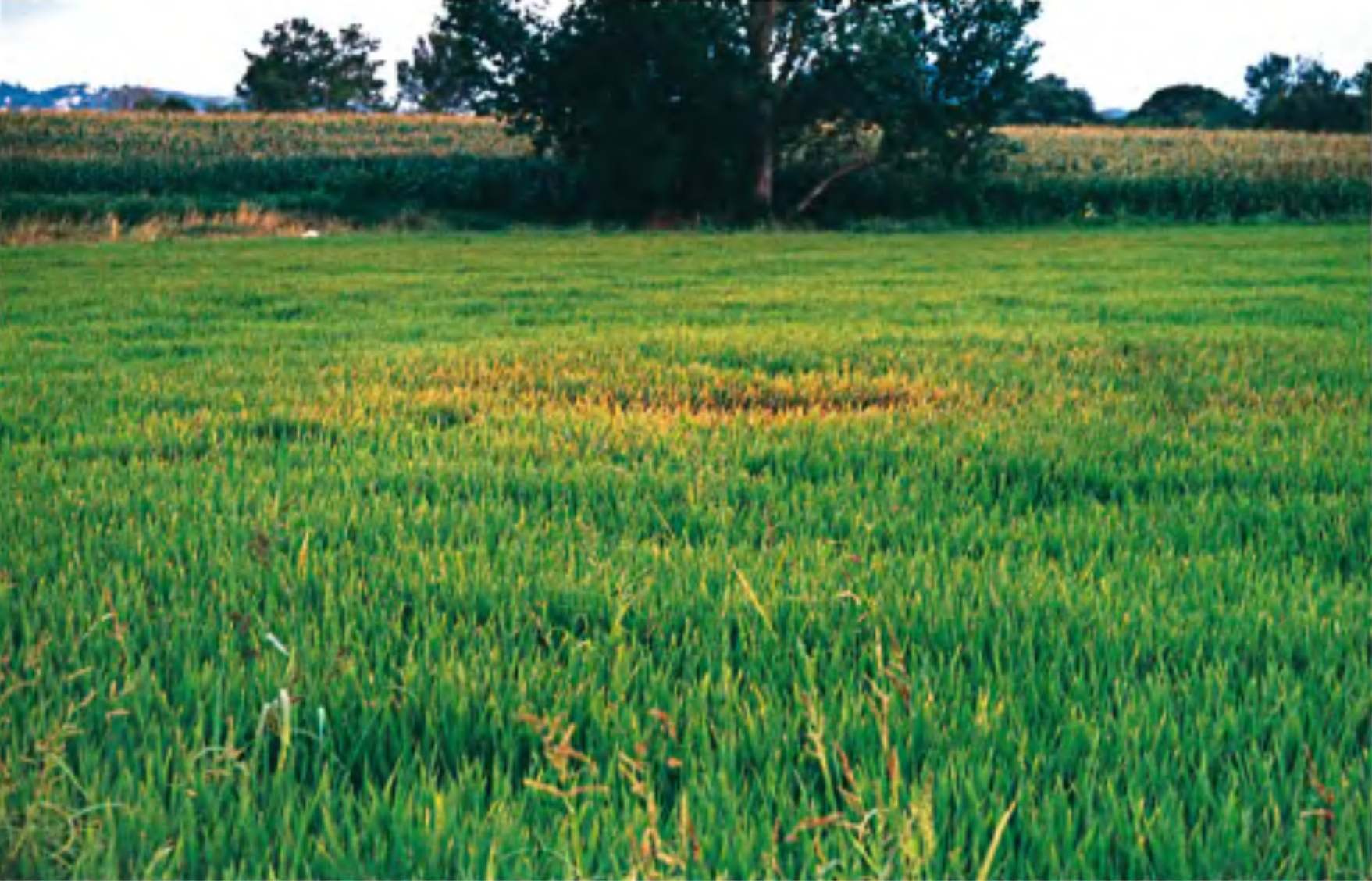
Objawy porażenia plantacji

Zaraza ryżu (ang. blast of rice, rice blast) – choroba ryżu (Oriza sativa) wywołana przez dwa gatunki grzybów z klasy Sordariomycetes: Pyricularia grisea i Pyricularia oryzae. Ryż jest tak ważną rośliną uprawną, a choroba ta powoduje tak ogromne straty ekonomiczne, że uznana została za najważniejszą grzybową chorobę roślin  na świecie.

## Objawy i szkodliwość
Objawy chorobowe występują na wszystkich nadziemnych częściach rośliny, a nawet na korzeniach. Jednak najczęstszym i diagnostycznym objawem są romboidalne plamy na liściach. 
LiściePlamy na liściach mogą się różnić w zależności od warunków środowiskowych, wieku rośliny i poziomu odporności odmian żywicielskich. Na podatnych odmianach zmiany mogą początkowo wydawać się szaro-zielone i nasiąknięte wodą z ciemnozieloną obwódką. Szybko rozszerzają się do kilku centymetrów długości. U podatnych odmian, starsze zmiany często przybierają jasnobrązowy kolor z nekrotycznymi brzegami. U odpornych odmian, zmiany często pozostają małe (1–2 mm) i mają kolor od brązowego do ciemnobrązowego.
Pochwy liścioweObjawy zakażenia obejmują ogólny obszar martwicy w miejscu zrostu pochwy ze źdźbłem. Infekcje pochwy mogą zabić cały liść i mogą sięgać kilku milimetrów do pochwy i wokół niej. Na plamach tych mogą powstawać zarodniki.
Szypuła wiechySzypuły często ulegają zakażeniu. Infekcja prowadzi do ich zgnilizny i może być bardzo destrukcyjna, powodując brak wypełnienia nasion lub zgniliznę całej wiechy. Infekcja może nastąpić również w późniejszym okresie, już podczas tworzenia się nasion. Patogen powoduje wówczas uszkodzenia wiech, ich gałązek i kłosków. Uszkodzenia te mają postać szarobrązowych przebarwień.
ZiarniakiGdy grzyb zaatakuje szypułkę ziarna, nie zostaje ono wytworzone. Gdy zaatakuje nasiono, powstają na nim brązowe plamy o romboidalnym kształcie, podobne do tych na liściach. Proces i czas, w którym następuje zakażenie nasion przez zarodniki patogenu, nie zostały w pełni opisane, ale najnowsze informacje pokazują, że grzyb może infekować nasiona już w kwiatostanach, zaraz po ich powstaniu.
Choroba powoduje zmniejszenie plonu. W sprzyjających jej warunkach spadek plonu może sięgać 80%.

## Zapobieganie chorobie i zwalczanie jej
Najskuteczniejszą metodą zapobiegania zarazie ryżu jest płodozmian, uniemożliwia on bowiem zakażenie sadzonek ryżu strzępkami i konidiami grzyba pozostającymi na resztkach pożniwnych. Stosowanie nadmiernej ilości nawozów silnie pobudza rozwój choroby, należy więc je ograniczyć. Ważne jest też utrzymanie odpowiedniego poziomu wody na plantacji. Zauważono, że choroba silniej rozwija się na polach, na których woda spada poniżej zalecanych poziomów. Wysiewać należy nasiona oczyszczone, zdrowe, wolne od chorób.
Dużą wagę przywiązuje się do wyhodowania kultywarów odpornych na zarazę ryżu. Oporność genetyczna to strategia, która od dawna stanowi podstawę udanej produkcji ryżu w Stanach Zjednoczonych. Wiele odmian tu uprawianego ryżu zawiera geny, które nadają odporność jednej lub kilku indywidualnym rasom grzyba występującym w regionie, a wiele z nich ma również wysoki poziom odporności na grzyby, który jest nadawany przez wiele innych genów. Główną trudnością w kontrolowaniu zarazy ryżu z opornością genetyczną jest to, że istnieje wiele ras tego patogenu, a odmiany zawierające pojedynczy gen nadający odporność na określoną rasę patogenu często stają się podatne z czasem wraz z rozwojem nowych ras, które mogą infekować rośliny z tym specyficznym genem odporności.
Stosowanie fungicydów jest ostatecznością. Zalecane jest zaprawianie nasion, aby zapobiec infekcjom sadzonek po wykiełkowaniu. Stosuje się fungicydy również w postaci jednokrotnych lub dwukrotnych oprysków, aby zapobiec infekcjom liści i wiech w okresie wegetacji. Ich skuteczność jest jednak niewielka, ponadto koszty opryskiwania przy użyciu samolotów są wysokie.